# Vérignon
Vérignon är en kommun i departementet Var i regionen Provence-Alpes-Côte d'Azur i sydöstra Frankrike. Kommunen ligger i kantonen Aups som tillhör arrondissementet Brignoles. År 2022 hade Vérignon 8 invånare.

## Befolkningsutveckling
Antalet invånare i kommunen Vérignon
| Referens: INSEE |